# Varianta de ocolire a municipiului Arad
Varianta de ocolire a municipiului Arad sau Varianta de ocolire vest a municipiului Arad (în engleză Arad Bypass) este o autostradă care servește drept variantă de ocolire în partea de vest a municipiului românesc Arad. Varianta de ocolire poartă indicativul rutier VO Arad și este alcătuită din două segmente de autostrăzi: un segment al autostrăzii A1 în partea de sud și un segment al autostrăzii A11 în partea de nord.
Dată fiind apropierea de oraș, varianta de ocolire a municipiului Arad este concepută ca o autostradă urbană, cu noduri rutiere dese și curbe având raze de proiectare mai mici. Din acest motiv, viteza maximă admisă pe acest tronson de autostradă este de 100 km/h. Tot drept urmare a planificării ca autostradă urbană, varianta de ocolire este iluminată pe toți cei 12,5 kilometri ai săi.

## Descriere
Varianta de ocolire a municipiului Arad începe în partea de sud a orașului, ca o continuare a autostrăzii A1 dinspre Timișoara, la kilometrul rutier 536 (fostul kilometru de proiectare 12+250), în zona intersecției A1 cu drumul național DN69 (E671). Aici, la fostul kilometru de proiectare 12+036, este construit nodul rutier Arad Sud, care permite conexiunea cu DN69 și accesul în Arad prin partea de sud. Autostrada înconjoară apoi în sens orar vestul orașului Arad. 
Următorul nod rutier este situat la km 538 (fostul kilometru de proiectare 10+136) și permite conexiunea cu drumul județean DJ682 și accesul în Arad prin partea de sud-vest. Varianta de ocolire traversează apoi Râul Mureș pe un pod lung de circa 430 de metri proiectat de inginerul austriac Christian Wollinger. La kilometrul 542 (fostul kilometru de proiectare 6+020) se află un nod rutier care permite accesul spre Aeroportul Arad și, în direcția opusă acestuia, pe Calea Bodrogului, spre centrul orașului. Următorul nod rutier se află la kilometrul 546 (fostul kilometru de proiectare 2+270). Acest nod este unul de mare viteză și reprezintă de fapt o intersecție de autostrăzi. Din acest punct autostrada A1 continuă spre vest, către Pecica și Nădlac, în timp ce varianta de ocolire Arad continuă spre nord, către drumul național DN7 (E68). Între nodul de autostrăzi și DN7, varianta de ocolire Arad poartă indicativul A11.
Ultimul nod rutier este situat la intersecția cu drumul național DN7, la poziția kilometrică 553+826 de pe acesta. Nodul rutier este incomplet, fiind realizată doar o bretea care permite accesul pe A11 dinspre DN7, respectiv pe DN7 dinspre A11. Restul nodului este prevăzut a fi construit la o dată ulterioară, odată cu continuarea autostrăzii A11 spre Oradea.

## Context

Harta Coridorului Pan-European IV, aripile de nord și de Sud.

Între 14 și 16 martie 1994, A II-a Conferință Pan-Europeană privind Transporturile, care s-a desfășurat pe insula grecească Creta, a stabilit traseele a 9 coridoare pan-europene de transport în centrul și estul Europei ca rute ce necesită investiții europene majore în următorii 10 până la 15 ani. A III-a Conferința Pan-Europeană privind Transporturile, care s-a ținut în 1997 la Helsinki, în Finlanda, a adus unele completări deciziilor luate în 1994 și a adăugat un al zecelea coridor, valabil după sfârșitul războaielor dintre statele fostei Iugoslavii. 
Astfel, printre altele a fost stabilit traseul Coridorului Pan-European IV, cu ramificațiile lui, făcând din Arad un nod important de transport:
- Coridorul IV Pan-European, aripa nordică: Dresda — Nürnberg — Praga — Viena — Bratislava — Győr — Budapesta — Arad — Sibiu — București — Constanța;
- Coridorul IV Pan-European, aripa sudică: Dresda — Nürnberg — Praga — Viena — Bratislava — Győr — Budapesta — Arad — Craiova — Sofia — Salonic / Plovdiv — Istanbul;

Ulterior, Uniunea Europeană a înființat programul TEN-T, menit să sprijine construcția și modernizarea infrastructurii de transport și să asigure coeziunea, interconectarea și interoperabilitatea rețelelor trans-europene de transport. Programul TEN-T a stabilit 30 de proiecte (axe) prioritare, printre care Axa Prioritară 7, privind finanțarea și construcția unei autostrăzi Igoumenitsa / Patras — Atena — Sofia — Budapesta. În 2004 au fost adăugate două ramificații acestei autostrăzi:
1. prima ramură se suprapune cu Coridorul Pan-European IV de la frontiera greco-bulgară de la Promahon și până la frontiera româno-ungară de la Nădlac, legând Salonic de Sofia și Budapesta;
2. a doua ramură pornește de la frontiera româno-ungară de la Nădlac în direcția portului Constanța, via București.

În consecință, Guvernul României, prin CNADNR, a studiat și propus proiecte de investiții în infrastructura rutieră prin „construcția de variante ocolitoare și/sau autostrăzi pe traseul Axei TEN-T 7”, printre care și „Construcția autostrăzii Arad - Timișoara (inclusiv varianta de ocolire Arad)”. Astfel, în calendarul de acțiuni din perioada 2005-2008, Guvernul Tăriceanu și-a asumat pe tronsonul de autostradă „Arad-Timișoara-Lugoj și variantă ocolire Arad” următoarele: „adjudecare contract de consultanță, adjudecare contracte lucrări, realizare lucrări”. Investiția a fost propusă a fi finanțată prin instrumente structurale, contribuția Comisiei Europene prin Fondul de Coeziune fiind de 85% din valoarea totală eligibilă, iar restul de 15% fiind asigurat de Guvernul României (de la bugetul de stat) și prin alte surse de finanțare.

## Etapa de pregătire
În anul 2006, Guvernul României a emis Legea 363/2006 „privind aprobarea Planului de amenajare a teritoriului național — Secțiunea I — Rețele de transport”, care stipula în Anexa Nr.1, secțiunea A, paragraful 1.01, asumarea construcției autostrăzii Nădlac—Arad—Timișoara—Lugoj—Deva—Sibiu—Pitești—București—Lehliu—Fetești—Cernavodă—Constanța.
În anul 2007, CNADNR a obținut de la Consiliul Județean Arad certificatul de urbanism nr. 52/07.03.2007 pentru studiul de fezabilitate al tronsonului de autostradă Arad—Timișoara—Lugoj, din care Sectorul 1 reprezenta „Varianta de ocolire Arad de la km 0+000 - la km 12+000, inclusiv nodul rutier cu DN69 (lungime 12+000 km)”. Proiectantul desemnat să întocmească studiul de fezabilitate a fost consorțiul JV EGIS Route Scetauroute / EGIS BCEOM International.(Notă 1)
Studiul de fezabilitate și indicatorii tehnico-economici pentru varianta de ocolire Arad au fost aprobați mai întâi în Consiliul Tehnic și Economic al CNADNR, prin avizul nr. 93/2571/9.01.2007, apoi în Consiliul Tehnic și Economic al Ministerul Transporturilor, prin avizul 22/1/20.02.2007. Au urmat aprobarea Consiliului Interministerial de Avizare Lucrări Publice de Interes Național nr. 29/26.06.2007 și Hotărârea de Guvern nr. 1051/05.10.2007. Conform documentelor, asigurarea finanțării proiectului a fost structurată după cum urmează:
- BEI: 200 milioane Euro (74%) (împrumut BEI 22.417)
- Guvernul României: 70 milioane Euro (26%)

A fost trimisă o cerere de finanțare la Comisia Europeană pentru obținerea Fondurilor de Coeziune necesare. Tot în 2007 a fost efectuată o etapă de precalificare la licitația de tip Design & Build (Proiectare și Execuție) și s-a primit „no objection” de la finanțatorul principal, Banca Europeană de Investiții. Invitația la etapa de precalificare a fost publicată în ziarul Adevărul (pe 9 iulie 2007), în Jurnalul Oficial al UE (nr. 197/19.07.2007) și în Monitorul Oficial al României (nr. 433/10.07.200).
Pe data de 3 iulie 2008, a fost lansată invitația la licitația de proiectare și execuție pentru firmele calificate în etapa de precalificare, având ca termen de depunere a ofertelor data de 25 septembrie 2008. Ofertele au fost depuse pe 2 octombrie 2008, după ce termenul a fost prelungit. CNADNR a anunțat că au fost depuse patru oferte, din care una a fost descalificată, și au fost luate în considerare celelalte trei. Valoarea acestor oferte a fost următoarea:
| Poz. | CONSTRUCTOR                               | PREȚ (RON, fără TVA) |
| ---- | ----------------------------------------- | -------------------- |
| 1    | JV FCC Construcción S.A. / PORR Technobau | 428,895,737.20       |
| 2    | JV Aktor SA / Pantechniki                 | 462,046,059.36       |
| 3    | JV Impregilo / Itinera                    | 470,710,894.17       |

Clasat pe primul loc, consorțiul JV FCC Construcción S.A./ PORR Technobau und Umwelt AG(Notă 1) a fost declarat câștigătorul licitației, iar contractul de proiectare și lucrări a fost semnat pe data de 13 martie 2009. Ordinul de începere a lucrărilor a fost emis de CNADNR pe 16 aprilie 2009 și stipula 24 aprilie 2009 ca dată efectivă de demarare a lucrărilor (inclusiv proiectarea), iar 24 aprilie 2011 ca dată de finalizare.
Valoarea contractului de proiectare și execuție a variantei de ocolire Arad a fost stabilită la 457.973.114,81 lei (fără TVA), sumă finanțată după cum urmează:
- 211.365.803,89 lei (fără TVA) au reprezentat sprijinul financiar nerambursabil alocat de Uniunea Europeană din Fondul de Coeziune;
- diferența până la valoarea totală a contractului de lucrări a fost asigurată de Guvernul României de la bugetul de stat și din alte surse de finanțare (BEI).

## Etapa de proiectare

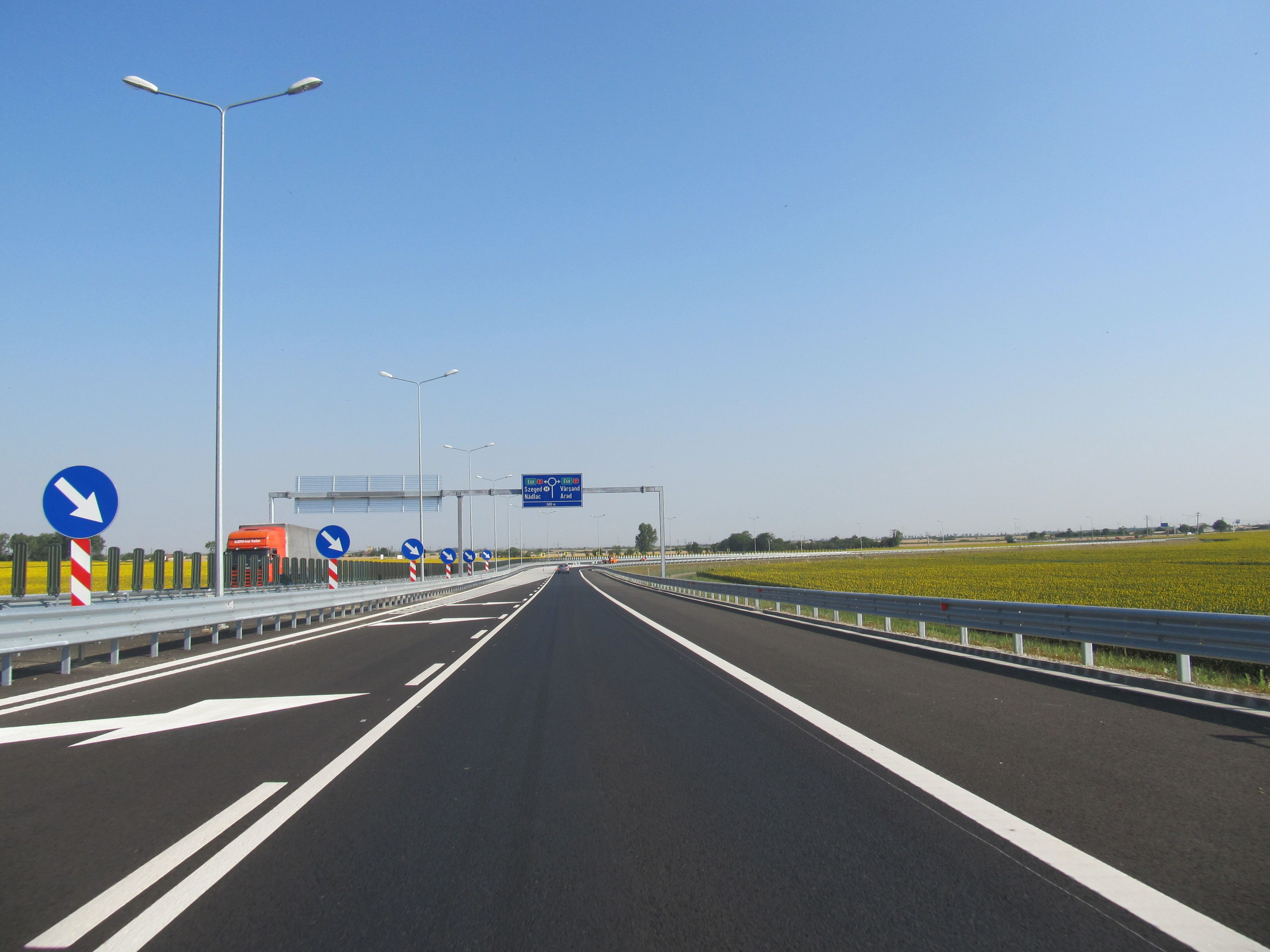
Breteaua nodului rutier Arad Nord (IC1) de pe secțiunea de proiectare 1A.

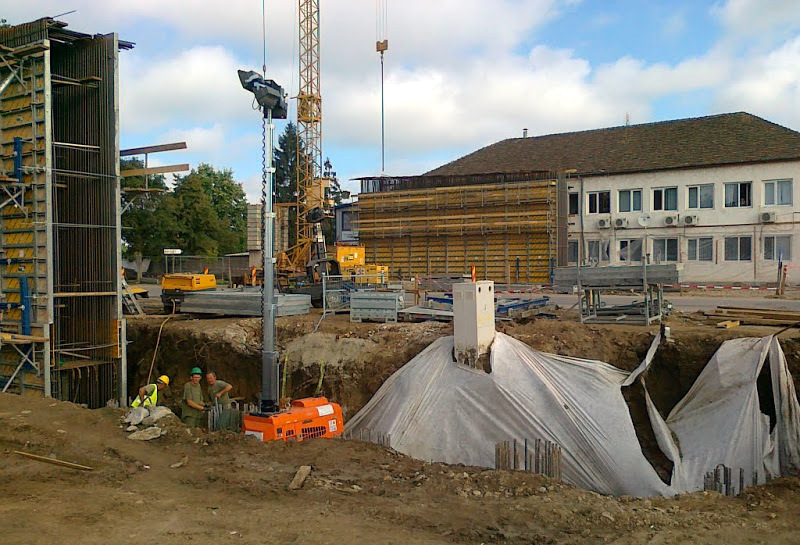
Clădirea DSV Arad blocând construcția rampelor pasajului peste Calea Bodrogului.

Conform contractului, consorțiul câștigător a avut la dispoziție patru luni pentru realizarea și avizarea proiectului tehnic și detaliilor de execuție. Proiectantul general ales de JV FCC Construcción S.A./ PORR Technobau und Umwelt AG pentru întocmirea documentațiilor a fost firma Consitrans din București. Realizarea anumitor detalii specifice din proiect a fost subcontractată de Consitrans unor firme de proiectări de specialitate. 
Cei circa 12 kilometri ai autostrăzii din zona Aradului au fost numerotați de proiectant pornind de la intersecția cu DN7 în sens crescător către intersecția cu DN69. Kilometrii de proiectare au fost folosiți ca reper de constructor în timpul execuției și nu au în niciun fel legătură cu bornele kilometrice reale instalate la finalizarea investiției.
Proiectul a fost împărțit de societatea Consitrans în trei secțiuni, numerotate 1A, 2 și 1B, și poziționate astfel:
- secțiunea 1A începe de la kilometrul rutier 553+826 al drumului național DN7 și are un profil mixt. Primii 640 de metri ai acestei secțiuni reprezintă de fapt o bretea (slip road) a viitorului nod rutier al autostrăzii/drumului expres A11 cu DN7. Această bretea are secțiuni variabile, dar pe cea mai mare porțiune a ei are aspectul unui drum național cu două benzi, câte una pentru fiecare direcție de mers. Breteaua este numerotată kilometric în sens invers față de autostrada propriu-zisă, descrescând de la kilometrul de proiectare 0+640 (la intersecția cu DN7) și până la km 0+000, acolo unde începe profilul de autostradă. Kilometrul 0+000 al bretelei corespunde aproximativ cu kilometrul 0+530 al autostrăzii. La intersecția cu DN7 (km 0+640 pe bretea, km 553+826 pe DN7) a fost proiectat un sens giratoriu cu raza interioară de 18 metri și raza exterioară de 25 de metri. Restul secțiunii 1A a variantei de ocolire Arad, între kilometrii de proiectare 0+530 și 4+565, are profil complet de autostradă. Pe toată lungimea secțiunii 1A au fost proiectate trei poduri, un pasaj inferior, două pasaje superioare (din care unul pe drumul județean DJ682F, care supratraversează autostrada), 15 podețe, iar cursurile canalelor Mureșul Mort și Mureșelul au fost deviate și amenajate. De asemenea, a fost realizat nodul rutier IC1(Notă 2).
- secțiunea 2, cuprinsă între kilometrii de proiectare 4+565 și 6+860. Pe toată lungimea secțiunii 2 au fost proiectate trei poduri, un pasaj superior și opt podețe. De asemenea, au fost întocmite detaliile de execuție pentru nodul rutier IC1 de la Aeroportul Internațional Arad.
- secțiunea 1B, cuprinsă între kilometrii de proiectare 6+860 și 12+250. Pe toată lungimea secțiunii 1B au fost proiectate două noduri rutiere (IC3, la intersecția autostrăzii cu drumul județean DJ682, și IC4, la intersecția cu drumul național DN69), trei poduri, două pasaje superioare, două pasaje inferioare și 19 de podețe. Principalul pod proiectat pe această secțiune a fost cel peste râul Mureș, situat aproximativ între kilometrii de proiectare 7+365 și 7+810. Datorită complexității structurii și a experienței în dimensionarea și execuția unor elemente de construcție similare,[23] podul peste râul Mureș a fost proiectat direct de departamentul de proiectare al PORR Technobau und Umwelt AG din Viena, Austria, sub conducerea inginerului proiectant Christian Wollinger.

În demersurile lor pentru obținerea autorizațiilor și avizelor necesare începerii construcției, proiectanții Consitrans s-au lovit de două probleme majore pe secțiunea 2. Sistemul de iluminat al pistei Aeroportului Internațional Arad intersecta traseul propus pentru autostradă în zona nodului rutier proiectat IC2. În plus, sediul și anexele Direcției Sanitar-Veterinare și pentru Siguranța Alimentelor Arad se interpuneau pe traseul autostrăzii aproximativ între kilometrii de proiectare 6+330-6+410, blocând construcția pasajului B064 peste Calea Bodrogului.
În special problema vecinătății Aeroportului Internațional Arad, a pistei sale și a sistemului de balizaj a fost una spinoasă. Au fost propuse diverse soluții, printre care prelungirea cu 350 de metri a pistei la capătul opus autostrăzii sau chiar coborârea variantei de ocolire într-un tunel care să subtraverseze sistemul de balizaj al pistei.

## Caracteristici constructive

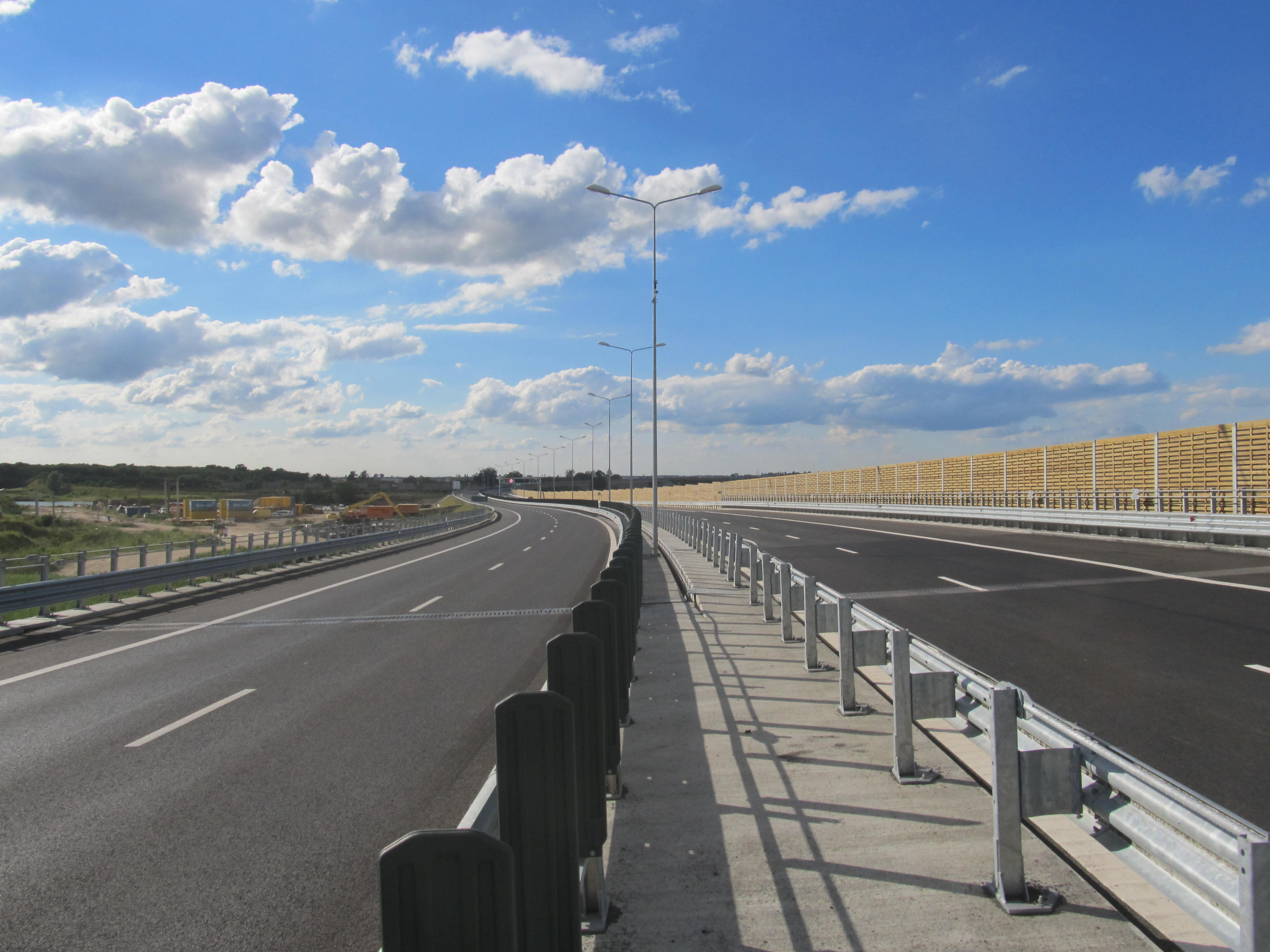
Vedere de pe podul peste râul Mureș.

Varianta de ocolire a municipiului Arad este construită pe cea mai mare porțiune la standard de autostradă, cu două căi unidirecționale de circulație, fiecare din căi fiind prevăzută cu câte două benzi de circulație și una de staționare de urgență. Fiecare din benzile de circulație are lățimea de 3,75 metri, în timp ce benzile de staționare de urgență au lățimea de 3,00 metri fiecare, respectând normativul românesc de proiectare a autostrăzilor extraurbane. Cele două căi unidirecționale de circulație sunt despărțite de o zonă mediană lată de 4,00 metri, protejată pe ambele părți de parapete metalic fix. Există și două zone prevăzute cu parapete metalic demontabil, care, prin înlăturare, permite accesul de pe o cale unidirecțională pe cealaltă în situații de urgență sau devierea traficului în cazul unor reparații la suprafața carosabilă. Cele două zone cu parapete metalic demontabil au o lungime de 160 de metri fiecare.
Varianta de ocolire Arad este împărțită în două secțiuni:
- între kilometrii proiectați 0+530 și 12+250, pe direcția dinspre DN7 spre Timișoara, varianta de ocolire are profil complet de autostradă;
- între kilometrii proiectați 0+000 (=0+530) și 0+640, pe direcția dinspre Timișoara spre DN7, varianta de ocolire este de fapt o bretea componentă a viitorului nod rutier al A11 și DN7. Completarea nodului este prevăzută pentru o dată ulterioară, odată cu continuarea autostrăzii A11 spre Oradea;

În cadrul proiectului au fost realizate un pod peste râul Mureș, cu o lungime de 430 m, precum și 17 structuri de poduri și 42 de podețe.

### Podul peste râul Mureș

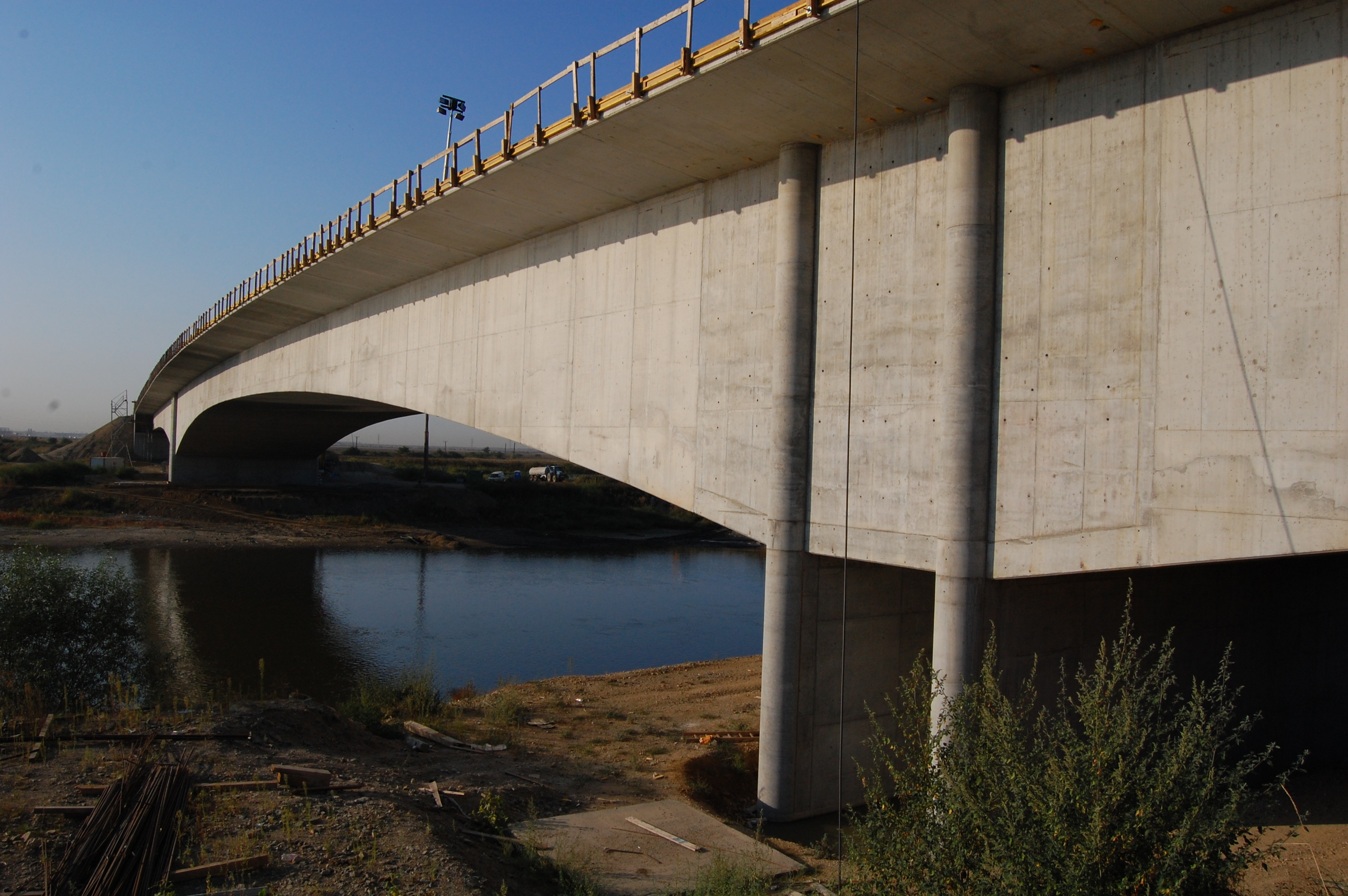
Podul în consolă peste râul Mureș. Se observă pilele P6 (în plan apropiat) și P7 (în plan îndepărtat).

Podul peste râul Mureș este cea mai mare structură de pe varianta de ocolire a Aradului și este alcătuit din două secțiuni:
- secțiunea principală, care constă într-un pod în consolă peste râul Mureș;
- secțiunea secundară, care constă într-un viaduct cu patru rânduri de pile construit peste câteva străzi locale, inclusiv peste drumul de acces spre Pădurea Ceala;

În timpul proiectării și execuției acestui pod, elementele sale constructive au fost numerotate după cum urmează:
- A1 - culeea de nord a podului peste Mureș. Este de fapt culeea de nord a secțiunii de viaduct. Litera „A” provine de la Abutment, traducerea în limba engleză a termenului „culee”;
- P1, P2, P3 și P4 - pilele intermediare ale secțiunii de viaduct. Litera „P” provine de la Pier, traducerea în limba engleză a termenului „pilă”;
- P5 - pila finală a viaductului. Este o pilă comună viaductului și podului în consolă și servește drept culee de sud pentru viaduct, respectiv culee de nord pentru consolă;
- P6 și P7 - cele două pile ale podului în consolă, situate pe cele două maluri ale Mureșului;
- A8 - Culeea de sud a podului în consolă și a întregului pod peste Mureș.

### Noduri rutiere

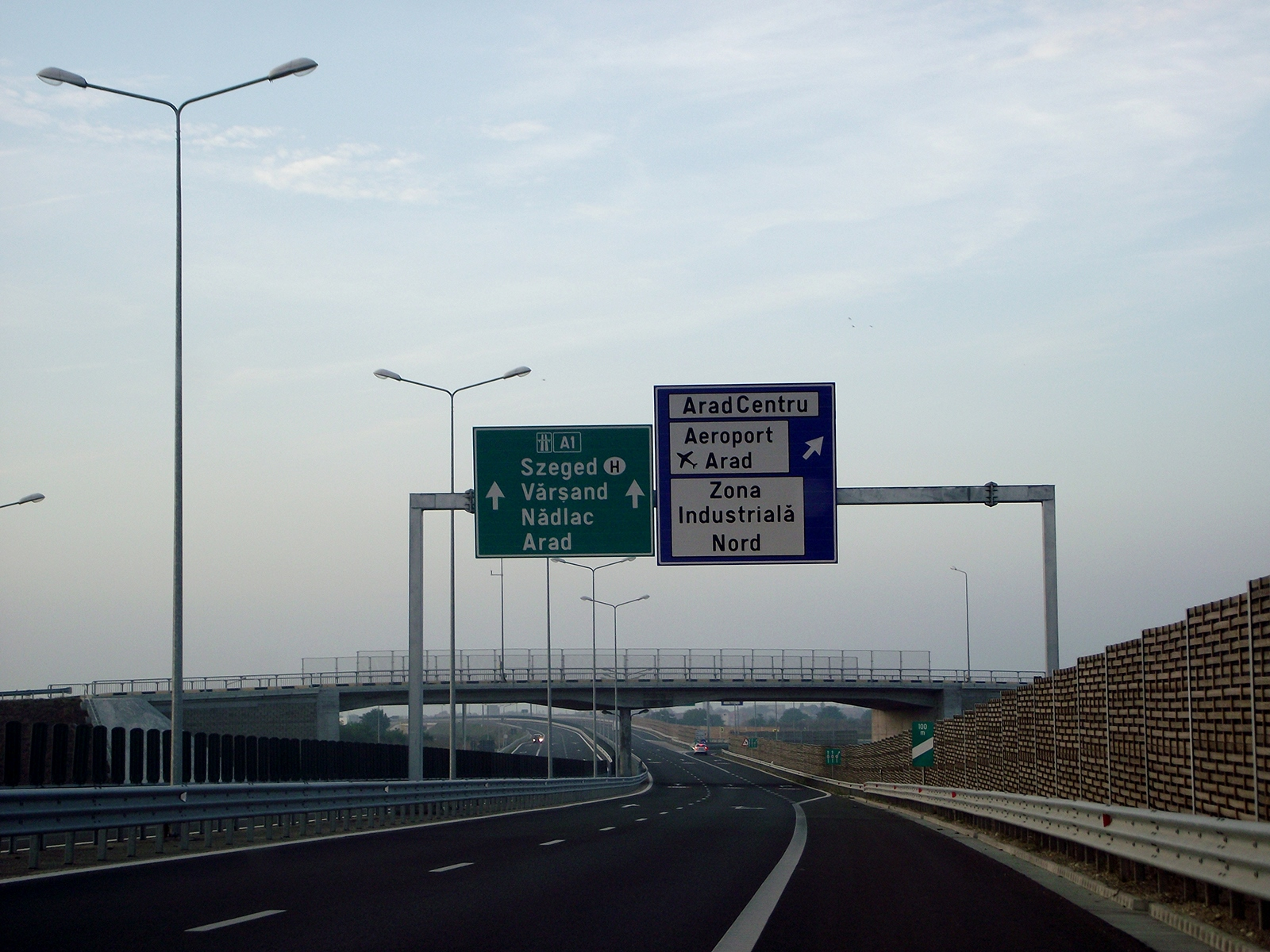
Nodul rutier de la Aeroportul Arad.

Varianta de ocolire a municipiului Arad este prevăzută cu patru noduri rutiere menite să asigure o descărcare fluentă și o bună interconectivitate cu orașul și cu căile majore de transport din partea de vest a acestuia. Un al cincilea nod rutier a fost construit în cadrul unui proiect separat. Acest nod este de fapt o intersecție de autostrăzi, locul în care viitoarea A11 se desprinde din autostrada principală A1.
În timpul proiectării și execuției proiectului, nodurile rutiere au fost numerotate după cum urmează:
- IC1 - actualul nod Arad Nord, realizează conexiunea cu drumul național DN7 și permite accesul în Arad prin partea de nord;
- IC2 - actualul nod Arad Est 2, realizează conexiunea cu Aeroportul Arad și, prin Calea Bodrogului, cu centrul orașului;
- IC3 - actualul nod Arad Est 1, realizează conexiunea cu drumul județean DJ682 și permite accesul în Arad prin partea de sud-vest;
- IC4 - actualul nod Arad Sud, realizează conexiunea cu drumul național DN69 și permite accesul în Arad prin partea de sud.

Ulterior a fost construit al cincilea nod, A1-A11, ca parte a investiției „Proiectare și Execuție Autostrada Nădlac – Arad și Drum de legătură, lotul 2, km 22 + 218 – km 38 + 882”. Lucrările pe secțiunea respectivă de autostradă, începute inițial de Alpine Bau, au fost oprite după ce constructorul austriac a intrat în faliment. Lucrările care mai erau de executat, inclusiv nodul rutier A1-A11, au fost relicitate de CNADNR și terminate de consorțiul declarat câștigător, Astaldi SPA–Max Bögl. Deoarece la acea dată varianta de ocolire a municipiului Arad era deja finalizată, asocierea Astaldi SPA–Max Bögl a fost nevoită să distrugă, uneori pe sute de metri, lucrări de terasamente, scurgere a apelor, iluminat și telecomunicații deja construite, pentru a putea realiza bretelele și pasajele prevăzute pentru noul nod rutier.

## Personalul în perioada execuției
Lucrarea a fost realizată de un colectiv provenit din mai multe țări, sub îndrumarea consorțiului PORR Bau GmbH–Alpine Bau. Conducerea șantierului a fost asigurată de ingineri germani și austrieci ai celor două firme de construcții. Managerul de proiect (Senior Project  Manager) a fost desemnat Martin Stopfer din partea liderului de proiect, firma PORR Bau GmbH, iar adjunctul său (Deputy Project Manager) Rudolf Sägmüller din partea Alpine Bau. Ulterior, Martin Stopfer a fost înlocuit cu Hans Liebel.
Șantierul propriu-zis a fost împărțit în trei secțiuni: secțiunea 1A, secțiunea 2 și secțiunea 1B. Conducerea secțiunilor 1A și 2 a fost asigurată de inginerul austriac Markus Halper de la PORR, în timp ce șeful de șantier de pe secțiunea 1B a fost Johann Lobnig de la Alpine Bau. După ce Alpine au câștigat licitația pentru proiectarea și execuția lotului II din autostrada Nădlac – Arad, ei s-au retras practic de pe șantierul variantei de ocolire Arad, iar Markus Halper a preluat și conducerea lucrărilor de execuție de pe 1B, devenind șeful întregului șantier.
Șeful departamentului Poduri a fost inginerul german Sven Riedel. De lucrările de scurgere a apelor s-a ocupat inginerul Mario Steiner.
Întreaga activitate de măsurători și topometrie de pe șantierul variantei de ocolire Arad a fost efectuată de o echipă a firmei maghiare Techno-GEO Kft., sub conducerea topometristului șef rezident Balázs Kertész.
Sistemul inteligent de telecomunicații (ITS) și cel de iluminat au fost realizate de firma subcontractoare Combridge România, sub supravegherea inginerului austriac Markus Winkler de la PORR. Departamentul de proiectare și obținere autorizații și avize al consorțiului PORR–Alpine a fost condus de inginerul german Ernst Kramar. La acesta au fost atașați până aproape de sfârșitul construcției și doi proiectanți rezidenți ai firmei Consitrans, proiectantul general al lucrării.
În diverse faze de execuție au fost implicate numeroase firme subcontractoare din diverse țări europene: poloneze (realizare ziduri de sprijin și terasamente din pământ armat), maghiare (excavare, transport materiale și umpluturi, sistem ITS), românești (terasamente, excavare, transport materiale și umpluturi, scurgerea apelor, poduri, podețe, iluminat, telecomunicații, semnalizare rutieră, marcaje rutiere, amenajări peisagistice), austriece (panouri fonoabsorbante), germane (finisare terasamente), franceze (sistem ITS), etc.

## Erori de semnalizare
Nodurile rutiere situate la kilometrii 538 și 542 sunt semnalizate ca Arad Est 1, respectiv Arad Est 2. În realitate, ele se află în sud-vestul, respectiv în vestul orașului Arad.